# Claudine Clot
Claudine-Georgette Clot (verheiratete Claudine Ducommun-Clot) ist eine ehemalige Schweizer Basketballspielerin.

## Karriere
Clot nahm mit der Schweizer Basketballnationalmannschaft der Damen an der ersten Weltmeisterschaft 1953 in Santiago de Chile teil. In den Spielen gegen Chile (28:37), Kuba (28:32), Mexiko (25:40), Peru (26:34) und erneut Kuba (17:5) erzielte die Schweizerin zwei Punkte.
Im Sommer 1953 spielte Clot auf Vereinsebene für Neuchâtel-Basket aus Neuchâtel. Im September 1955 heiratete sie den Elektriker Robert Ducommun aus Peseux. Ende September 2016 besuchte Clot das Haus des Basketballs am Hauptsitz der Fédération Internationale de Basketball (FIBA) in Mies und stellte dem Museum aus diesem Anlass ein Originalplakat der Weltmeisterschaft 1953 zur Verfügung.